# Wijken en buurten in Nieuw-Lekkerland
De voormalige Nederlandse gemeente Nieuw-Lekkerland (in 2013 opgegaan in de toenmalige gemeente Molenwaard) is voor statistische doeleinden onderverdeeld in wijken en buurten. De voormalige gemeente is verdeeld in de volgende statistische wijken:
- Wijk 00 (CBS-wijkcode:057100)

Een statistische wijk kan bestaan uit meerdere buurten. Onderstaande tabel geeft de buurtindeling met kentallen volgens het Centraal Bureau voor de Statistiek (2008):
| CBS-buurtcode | Buurtnaam                 | Inwonertal | Opp. totaal (ha) | Opp. land (ha) | Ligging                |
| ------------- | ------------------------- | ---------- | ---------------- | -------------- | ---------------------- |
| BU05710000    | Lekdijk                   | 1040       | 210              | 125            | Locatie in de gemeente |
| BU05710001    | Kinderdijk (gedeeltelijk) | 750        | 96               | 57             | Locatie in de gemeente |
| BU05710002    | Middelweg                 | 2840       | 49               | 48             | Locatie in de gemeente |
| BU05710003    | Dorp                      | 3920       | 58               | 58             | Locatie in de gemeente |
| BU05710009    | Verspreide huizen         | 950        | 864              | 754            | Locatie in de gemeente |